# NS-Ausleseschulen
Durante la etapa nacionalsocialista en Alemania, las escuelas de élite nazis (en alemán: NS-Ausleseschulen) sirvieron para reclutar y capacitar a jóvenes miembros del Partido Nazi. Había tres tipos de escuelas:
Las Escuelas Políticas Nacionales (en alemán: Nationalpolitische Erziehungsanstalt; NPEA, popularmente: Napola) estaban bajo el patrocinio de las SA, las SS y la Wehrmacht. Había alrededor de 35 de estas. En 1941, se dice que alrededor de 6.000 estudiantes habían asistido a estas instituciones.
Las Escuelas Adolf Hitler (en alemán: Adolf Hitler Schule, AHS) bajo la supervisión del Frente Alemán del Trabajo y las Juventudes Hitlerianas eran escuelas del Partido Nazi y no estaban bajo el control del Ministerio de Educación del Reich. A partir de 1941, las escuelas propiedad del partido se denominaron Escuelas del Reich (en alemán: Reichsschulen).
Las Reichsschulen Feldafing del NSDAP era una escuela excepcional para la formación declarada de futuros líderes para las más altas tareas de gestión estatal y social en el sentido de la ideología nazi entonces predominante. Inicialmente se llamó Escuela Secundaria Nacionalsocialista Alemana Starnberger See como escuela privada de la dirección suprema de las SA y de la Liga Nacionalsocialista de Profesores Alemanes, así como del Partido Nazi.